# Man on Fire (album)
Man on Fire is het debuutalbum van de Amerikaanse progressieve-rockband Man on Fire. De twee bandleden ontmoetten gedurende de opnamen tekstschrijver Steve Carroll, die vanaf dat moment teksten zou blijven schrijven voor de band.

## Productie
Het album is opgenomen in vier geluidsstudio’s: Laughing Gas en Caffeine Trax waren daarbij de basis. Track 6 en 12 werden opgenomen in de Southern Tracks Studio en kregen als medeproducer Greg Archilla, tevens geluidstechnicus. Track 8 en 10 werden opgenomen in Schmaque Agara Studio. Steve Carroll was medeproducer van deze nummers.

## Ontvangst
AllMusic gaf het album een score van 3 van 5.

## Muziek
Alle muziek door Hodges, behalve Hanglider door Sands en Hodges; alle teksten door Hodsges behalve One to live door Carroll

| Nr. | Titel                    | Duur |
| --- | ------------------------ | ---- |
| 1.  | Internal combustion      | 5:17 |
| 2.  | Just out of reach        | 6:00 |
| 3.  | The rain and the rainbow | 5:04 |
| 4.  | Like a star              | 5:50 |
| 5.  | Hanglider                | 7:25 |
| 6.  | In motion                | 4:18 |
| 7.  | Time was frozen          | 3:51 |
| 8.  | High                     | 4:25 |
| 9.  | Not just for America     | 5:08 |
| 10. | One to live, one to die  | 4:27 |
| 11. | No surprise              | 4:54 |
| 12. | The one                  | 8:42 |

## Bezetting
- Jeff Hodges – zang, toetsinstrumenten, elektronica
- Eric Sands – basgitaar, gitaar

Met:
- Warren Z – slagwerk, percussie (1, 3, 4, 5, 6, 8, 10)
- Jimmy Mouton – slagwerk, percussie (2)
- Rj Valey – slagwerk, percussie (5, 7, 9.11)
- Joey Fabian – fretloze bas (5, 7, 9,11)
- Joe Excho – dwarsfluit (8)
- Tonya Hodges – zang (8)